# 张应华
张应华（1964年2月—），男性，汉族，中共党员，甘肃会宁人，中华人民共和国政治人物。

## 生平
张应华早年担任中共甘肃省委组织部干部一处处长，后升任副厅级的组织员，2007年8月，转任任中共天水市委常委、组织部部长，并于两年后升任该市党委副书记。
2011年9月，张应华来到金昌市，出任该市市长。2016年9月，张应华回到兰州市，出任甘肃省商务厅厅长。2023年9月，不再担任商务厅长。